# GamingXP
GamingXP war ein österreichisches Multiformat-Computerspielezeitschrift, das vom MediaXP-Verlag in Wien herausgegeben wurde. Der Name GamingXP bezeichnete sowohl das Internetportal gamingxp.com als auch das Printmagazin GamingXP, das von April 2008 bis September 2015 monatlich erschien.
Sowohl das Printmagazin als auch die Website waren für die Leser kostenlos erhältlich bzw. abrufbar. Das Printmagazin wurde in einer Auflage von 60.000 Exemplaren (Stand 12/2008) als Zeitschriftenbeilage in Österreich und Deutschland verteilt und erreichte damit über 100.000 Leser. Die Website hatte nach eigenen Angaben über eine Million Seitenabrufe (Stand 09/2008).
Sowohl das etwa 48-seitige Magazin als auch die Website widmeten sich schwerpunktmäßig der Vorstellung und Bewertung von Spiele-Neuerscheinung für PC und Spielkonsole. Die Website www.gamingxp.com bot außerdem eine umfangreiche News-Sektion sowie eine interaktive User-Community.

## Redaktion
Die Redaktion wurde geleitet von Katharina Pernkopf-Konhäusner und bestand aus zehn festen und rund 20 freien Mitarbeitern.

## Geschichte
Die Website www.gamingxp.com wurde bereits im Januar 2000 von Herausgeber Peter Konhäusner unter dem Namen „TAGE-net – The Austrian Gaming Experience“ gegründet und 2002 in GamingXP umgetauft. Seit der Insolvenz des MediaXP Verlages im September 2015 ist die Website nicht mehr erreichbar.

## Redaktionelle Ableger
Im GamingXP-Verlag erschien ab Herbst 2008 auch der GamingXP-Ableger „Mobile XP“ in einer Auflage von 100.000 Exemplaren. MobileXP stellte im handlichen DIN-A5-Format vierteljährlich die wichtigsten Spiele-Neuerscheinungen für Handys vor. Genau wie GamingXP wurde MobileXP in Österreich kostenlos als Zeitschriftenbeilage verteilt.